# Hockey su prato ai XVI Giochi panamericani
L'hockey su prato ai XVI Giochi panamericani si è svolto dal 19 al 28 ottobre 2011 allo Stadio Panamericano di Hockey di Guadalajara, in Messico. Sia al torneo maschile che a quello femminile hanno partecipato otto squadre, le vincenti dei rispettivi tornei, l'Argentina tra gli uomini e gli Stati Uniti tra le donne, si sono qualificate ai Giochi olimpici di Londra 2012.

## Podio
| Evento                   | Oro         | Argento   | Bronzo |
| Hockey su prato - uomini | Argentina   | Canada    | Cile   |
| Hockey su prato - donne  | Stati Uniti | Argentina | Cile   |

## Torneo maschile

### Girone A

#### Classifica
| Squadra           | P | G | V | N | S | GF | GS | DR  |
| ----------------- | - | - | - | - | - | -- | -- | --- |
| Canada            | 9 | 3 | 3 | 0 | 0 | 21 | 2  | +19 |
| Cile              | 6 | 3 | 2 | 0 | 1 | 12 | 6  | +6  |
| Trinidad e Tobago | 3 | 3 | 1 | 0 | 2 | 14 | 11 | +3  |
| Barbados          | 0 | 3 | 0 | 0 | 3 | 2  | 30 | -28 |

#### Risultati
| Squadra 1         | Risultato | Squadra 2         |
| ----------------- | --------- | ----------------- |
| Canada            | 7 - 2     | Trinidad e Tobago |
| Cile              | 9 - 1     | Barbados          |
| Trinidad e Tobago | 11 - 1    | Barbados          |
| Cile              | 0 - 4     | Canada            |
| Canada            | 10 - 0    | Barbados          |
| Trinidad e Tobago | 1 - 3     | Cile              |

### Girone B

#### Classifica
| Squadra     | P | G | V | N | S | GF | GS | DR  |
| ----------- | - | - | - | - | - | -- | -- | --- |
| Argentina   | 9 | 3 | 3 | 0 | 0 | 20 | 1  | +19 |
| Cuba        | 6 | 3 | 2 | 0 | 1 | 7  | 13 | -6  |
| Messico     | 3 | 3 | 1 | 0 | 2 | 4  | 12 | -8  |
| Stati Uniti | 0 | 3 | 0 | 0 | 3 | 4  | 9  | -5  |

#### Risultati
| Squadra 1   | Risultato | Squadra 2   |
| ----------- | --------- | ----------- |
| Argentina   | 8 - 0     | Messico     |
| Stati Uniti | 2 - 4     | Cuba        |
| Messico     | 1 - 2     | Cuba        |
| Stati Uniti | 0 - 2     | Argentina   |
| Argentina   | 10 - 1    | Cuba        |
| Messico     | 3 - 2     | Stati Uniti |

### Finali 1º - 3º posto
|  | Semifinali | Semifinali | Semifinali |           |        | Finale 1º posto | Finale 1º posto | Finale 1º posto |  |
|  |            |            |            |           |        |                 |                 |                 |  |
|  | Canada     | Canada     | 3          |           |        |                 |                 |                 |  |
|  | Canada     | Canada     | 3          |           |        |                 |                 |                 |  |
|  | Cuba       | Cuba       | 2          |           |        |                 |                 |                 |  |
|  | Cuba       | Cuba       | 2          |           | Canada | Canada          | 1               |                 |  |
|  |            |            |            |           | Canada | Canada          | 1               |                 |  |
|  |            |            | Argentina  | Argentina | 3      |                 |                 |                 |  |
|  | Argentina  | Argentina  | Argentina  | Argentina | 3      | 7               |                 |                 |  |
|  | Argentina  | Argentina  |            |           |        | 7               |                 |                 |  |
|  | Cile       | Cile       | 1          |           |        | Finale 3º posto | Finale 3º posto | Finale 3º posto |  |
|  | Cile       | Cile       | 1          |           |        |                 |                 |                 |  |
|  |            |            |            |           |        |                 |                 |                 |  |
|  |            |            |            |           |        | Cuba            | Cuba            | 3               |  |
|  |            |            |            |           |        | Cuba            | Cuba            | 3               |  |
|  |            |            |            |           |        | Cile            | Cile            | 4               |  |

### Finali 5º - 7º posto
|  | Semifinali        | Semifinali        | Semifinali |         |             | Finale 5º posto   | Finale 5º posto   | Finale 5º posto |  |
|  |                   |                   |            |         |             |                   |                   |                 |  |
|  | Trinidad e Tobago | Trinidad e Tobago | 0          |         |             |                   |                   |                 |  |
|  | Trinidad e Tobago | Trinidad e Tobago | 0          |         |             |                   |                   |                 |  |
|  | Stati Uniti       | Stati Uniti       | 2          |         |             |                   |                   |                 |  |
|  | Stati Uniti       | Stati Uniti       | 2          |         | Stati Uniti | Stati Uniti       | 6                 |                 |  |
|  |                   |                   |            |         | Stati Uniti | Stati Uniti       | 6                 |                 |  |
|  |                   |                   | Messico    | Messico | 0           |                   |                   |                 |  |
|  | Messico           | Messico           | Messico    | Messico | 0           | 10                |                   |                 |  |
|  | Messico           | Messico           |            |         |             | 10                |                   |                 |  |
|  | Barbados          | Barbados          | 0          |         |             | Finale 7º posto   | Finale 7º posto   | Finale 7º posto |  |
|  | Barbados          | Barbados          | 0          |         |             |                   |                   |                 |  |
|  |                   |                   |            |         |             |                   |                   |                 |  |
|  |                   |                   |            |         |             | Trinidad e Tobago | Trinidad e Tobago | 9               |  |
|  |                   |                   |            |         |             | Trinidad e Tobago | Trinidad e Tobago | 9               |  |
|  |                   |                   |            |         |             | Barbados          | Barbados          | 1               |  |

## Vincitore
| Medaglia d'oro |
| -------------- |
| Argentina      |

## Classifica finale
| Classifica | Squadre           |
| ---------- | ----------------- |
|            | Argentina         |
|            | Canada            |
|            | Cile              |
| 4          | Cuba              |
| 5          | Stati Uniti       |
| 6          | Messico           |
| 7          | Trinidad e Tobago |
| 8          | Barbados          |

## Torneo femminile

### Girone A

#### Classifica
| Squadra           | P | G | V | N | S | GF | GS | DR  |
| ----------------- | - | - | - | - | - | -- | -- | --- |
| Argentina         | 9 | 3 | 3 | 0 | 0 | 37 | 3  | +34 |
| Canada            | 6 | 3 | 2 | 0 | 1 | 15 | 8  | +7  |
| Barbados          | 3 | 3 | 1 | 0 | 2 | 4  | 31 | -27 |
| Trinidad e Tobago | 0 | 3 | 0 | 0 | 3 | 3  | 17 | -14 |

#### Risultati
| Squadra 1         | Risultato | Squadra 2         |
| ----------------- | --------- | ----------------- |
| Argentina         | 11 - 0    | Trinidad e Tobago |
| Canada            | 10 - 0    | Barbados          |
| Trinidad e Tobago | 2 - 4     | Barbados          |
| Argentina         | 7 - 3     | Canada            |
| Argentina         | 19 - 0    | Barbados          |
| Trinidad e Tobago | 1 - 2     | Canada            |

### Girone B

#### Classifica
| Squadra     | P | G | V | N | S | GF | GS | DR  |
| ----------- | - | - | - | - | - | -- | -- | --- |
| Stati Uniti | 9 | 3 | 3 | 0 | 0 | 17 | 1  | +16 |
| Cile        | 6 | 3 | 2 | 0 | 1 | 7  | 2  | +5  |
| Cuba        | 3 | 3 | 1 | 0 | 2 | 3  | 16 | -13 |
| Messico     | 0 | 3 | 0 | 0 | 3 | 1  | 9  | -8  |

#### Risultati
| Squadra 1   | Risultato | Squadra 2 |
| ----------- | --------- | --------- |
| Cile        | 6 - 0     | Cuba      |
| Stati Uniti | 5 - 0     | Messico   |
| Messico     | 1 - 3     | Cuba      |
| Stati Uniti | 2 - 1     | Cile      |
| Stati Uniti | 9 - 0     | Cuba      |
| Messico     | 0 - 1     | Cile      |

### Finali 1º - 3º posto
|  | Semifinali  | Semifinali  | Semifinali  |             |           | Finale 1º posto | Finale 1º posto | Finale 1º posto |  |
|  |             |             |             |             |           |                 |                 |                 |  |
|  | Argentina   | Argentina   | 4           |             |           |                 |                 |                 |  |
|  | Argentina   | Argentina   | 4           |             |           |                 |                 |                 |  |
|  | Cile        | Cile        | 0           |             |           |                 |                 |                 |  |
|  | Cile        | Cile        | 0           |             | Argentina | Argentina       | 2               |                 |  |
|  |             |             |             |             | Argentina | Argentina       | 2               |                 |  |
|  |             |             | Stati Uniti | Stati Uniti | 4         |                 |                 |                 |  |
|  | Canada      | Canada      | Stati Uniti | Stati Uniti | 4         | 2               |                 |                 |  |
|  | Canada      | Canada      |             |             |           | 2               |                 |                 |  |
|  | Stati Uniti | Stati Uniti | 4           |             |           | Finale 3º posto | Finale 3º posto | Finale 3º posto |  |
|  | Stati Uniti | Stati Uniti | 4           |             |           |                 |                 |                 |  |
|  |             |             |             |             |           |                 |                 |                 |  |
|  |             |             |             |             |           | Cile            | Cile            | 3               |  |
|  |             |             |             |             |           | Cile            | Cile            | 3               |  |
|  |             |             |             |             |           | Canada          | Canada          | 0               |  |

### Finali 5º - 7º posto
|  | Semifinali        | Semifinali        | Semifinali |      |         | Finale 5º posto   | Finale 5º posto   | Finale 5º posto |  |
|  |                   |                   |            |      |         |                   |                   |                 |  |
|  | Barbados          | Barbados          | 1          |      |         |                   |                   |                 |  |
|  | Barbados          | Barbados          | 1          |      |         |                   |                   |                 |  |
|  | Messico           | Messico           | 3          |      |         |                   |                   |                 |  |
|  | Messico           | Messico           | 3          |      | Messico | Messico           | 2                 |                 |  |
|  |                   |                   |            |      | Messico | Messico           | 2                 |                 |  |
|  |                   |                   | Cuba       | Cuba | 3       |                   |                   |                 |  |
|  | Cuba              | Cuba              | Cuba       | Cuba | 3       | 2                 |                   |                 |  |
|  | Cuba              | Cuba              |            |      |         | 2                 |                   |                 |  |
|  | Trinidad e Tobago | Trinidad e Tobago | 1          |      |         | Finale 7º posto   | Finale 7º posto   | Finale 7º posto |  |
|  | Trinidad e Tobago | Trinidad e Tobago | 1          |      |         |                   |                   |                 |  |
|  |                   |                   |            |      |         |                   |                   |                 |  |
|  |                   |                   |            |      |         | Barbados          | Barbados          | 1               |  |
|  |                   |                   |            |      |         | Barbados          | Barbados          | 1               |  |
|  |                   |                   |            |      |         | Trinidad e Tobago | Trinidad e Tobago | 3               |  |

## Vincitore
| Medaglia d'oro |
| -------------- |
| Stati Uniti    |

## Classifica finale
| Classifica | Squadre           |
| ---------- | ----------------- |
|            | Stati Uniti       |
|            | Argentina         |
|            | Cile              |
| 4          | Canada            |
| 5          | Cuba              |
| 6          | Messico           |
| 7          | Trinidad e Tobago |
| 8          | Barbados          |